# Teobaldo II di Lorena
Teobaldo II di Lorena (1263 – 13 maggio 1312) è stato Duca di Lorena dal 1303 alla sua morte.

## Origine
Teobaldo, secondo la HISTOIRE ECCLESIASTIQUE ET CIVILE DE LORRAINE, QUI COMPREND CE QUI ..., Volume 2, era il figlio maschio primogenito del Duca di Lorena, Federico III e della moglie, Margherita di Champagne o di Navarra, figlia di Tebaldo il Saggio, conte di Champagne (Tebaldo IV di Champagne) e Re di Navarra (Tebaldo I di Navarra) e della sua terza moglie, Margherita, principessa della casa di Borbone(† 1256), figlia secondogenita del signore di Borbone, Arcimbaldo VIII, e di Guigone de Forez.
Secondo il Le Mercier de Morière (1893) (non consultato), Federico III di Lorena era il figlio maschio del Duca di Lorena, Mattia II e della moglie, Caterina di Limburgo († 1255), che secondo la Chronica Albrici Monachi Trium Fontium, era figlia del Duca di Limburgo e Conte di Arlon, Valerano III, e della contessa di Lussemburgo, Ermesinda.

## Biografia
Nel 1295, suo padre, Federico III fu tra coloro che appoggiarono il re di Francia, Filippo IV il Bello, contro il re di Germania, Adolfo di Nassau, che minacciava l'invasione della Francia.
Nel 1298, egli prese parte alla battaglia di Göllheim, presso Spira, dove il Re di Germania, Adolfo, dopo essere stato deposto, venne ucciso in combattimento con il rivale Alberto I d'Asburgo. Teobaldo era schierato con Alberto, dal momento che egli stesso riteneva di poter ascendere al trono imperiale.
Nel 1297, secondo la HISTOIRE ECCLESIASTIQUE ET CIVILE DE LORRAINE, QUI COMPREND CE QUI ..., Volume 2, suo padre, Federico III, fece testamento, ricordando sia la moglie che diversi figli, tra cui Teobaldo (Thibaut me fils), come suo successore .
Teobaldo succedette al padre Federico III, che morì nel dicembre 1302. 
Nel 1302, Teobaldo si schierò col Re di Francia, Filippo IV il Bello, che aveva sposato a sua cugina, Giovanna I di Navarra. Partecipò alla battaglia degli speroni d'oro, a Courtrai, dove i fiamminghi sconfissero la cavalleria francese che si trovava sotto la guida di Roberto II d'Artois. Teobaldo fu presente anche alla battaglia di Mons-en-Pévèle nel 1304, dove personalmente il Re di Francia guidò le proprie truppe in una battaglia dall'esito incerto, che decretò una vittoria francese. Assieme a Giovanni II di Brabante, ed a Amedeo V di Savoia, venne inviato a negoziare una pace tra Francia e le Fiandre, che col trattato di Athis-sur-Orge, poneva fine alla guerra di Fiandra. 
Nel 1305, a Lione, Teobaldo fu presente all'incoronazione di papa Clemente V. Quando Clemente V impose una tassa, una decima, sul clero e ordinò al duca di raccoglierla per lui, Teobaldo incontrò l'opposizione di Reginaldo di Bar, Vescovo di Metz. 
Anche per la questione dei Cavalieri templari, Teobaldo seguì le indicazioni di Filippo IV il Bello e dal 1307, sono alla soppressione dei Templari, nell'aprile del 1312, perseguitandoli e impossessandosi dei loro beni. 
Nel 1310, Teobaldo accompagnò in Italia l'imperatore, Enrico VII, ma giunto a Milano, causa un inizio di avvelenamento, dovette rientrare in Lorena
Teobaldo II morì nell'aprile del 1312 e gli succedette il figlio primogenito Federico, come ci viene confermato dalle Fontes Rerum Germanicarum, Band IV (Stuttgart), Matthias Nuewenburgensis.

## Matrimonio e discendenza
Nel 1281, come ci conferma la HISTOIRE ECCLESIASTIQUE ET CIVILE DE LORRAINE, QUI COMPREND CE QUI ..., Volume 2, Teobaldo sposò Isabella di Rumigny (1263-1326), figlia di Ugo, Signore di Rumigny e di Filippina d'Oulche e,che dopo essere rimasta vedova, si sposò in seconde nozze, col connestabile di Francia, Gaucher V di Châtillon conte di Porcien.
 Teobaldo da Isabella ebbe sette figli:  
- Federico (1282 † 1329), Duca di Lorena[22];
- Mattia († ca. 1330), signore di Darney, di Boves, di Blainville, di Florennes e di Pesche, aveva sposato Matilde di Fiandra, figlia di Roberto III delle Fiandre e di Iolanda di Borgogna-Nevers, come ci confermano sia la Continuation anonyme de la Chronique de Jean de S. Victor[25], che le Anciennes Chroniques de Flandre[26];
- Ugo, signore di Rumigny, di Martigny e d'Aubenton, aveva sposato Margherita di Beaumetz, come ci conferma il documento n° 1691 del Inventaire analytique des chartes des comtes de Flandre avant l'avènement ...[27];
- Maria († dopo il 1344), sposata nel 1324 à Guido di Châtillon († 1362), signore di Fère-en-Tardenois[28];
- Margherita († 1348 circa), sposata nel 1311 circa con Guido di Namur, conte de Seeland († 1311), come ci conferma la HISTOIRE ECCLESIASTIQUE ET CIVILE DE LORRAINE, QUI COMPREND CE QUI ..., Volume 2[29], e poi nel 1313 con Luigi IV di Looz († 1336), conte di Looz e di Chiny, come ci conferma la HISTOIRE ECCLESIASTIQUE ET CIVILE DE LORRAINE, QUI COMPREND CE QUI ..., Volume 2[30];
- Isabella († 1353), sposata con Erardo di Bar († 1337), signore di Pierrepont, come ci conferma la Histoire généalogique de la maison royale de Dreux[31];
- Filippina, suora.

## Ascendenza
|                                 |                          |                            | Genitori                   |  |  | Nonni |  |  | Bisnonni              |  |  | Trisnonni            |  |
|                                 |                          |                            |                            |  |  |       |  |  | Federico II di Lorena |  |  | Federico I di Lorena |  |
|                                 |                          |                            |                            |  |  |       |  |  | Federico II di Lorena |  |  | Federico I di Lorena |  |
|                                 |                          | Ludmilla di Polonia        |                            |  |  |       |  |  | Federico II di Lorena |  |  |                      |  |
| Mattia II di Lorena             |                          |                            |                            |  |  |       |  |  | Federico II di Lorena |  |  |                      |  |
|                                 |                          | Agnese di Bar              | Teobaldo I di Bar          |  |  |       |  |  |                       |  |  |                      |  |
|                                 |                          | Agnese di Bar              | Teobaldo I di Bar          |  |  |       |  |  |                       |  |  |                      |  |
|                                 |                          | Agnese di Bar              | Lauretta di Loon           |  |  |       |  |  |                       |  |  |                      |  |
| Federico III di Lorena          |                          | Agnese di Bar              |                            |  |  |       |  |  |                       |  |  |                      |  |
|                                 |                          | Valerano III di Limburgo   | Enrico II di Limburgo      |  |  |       |  |  |                       |  |  |                      |  |
|                                 |                          | Valerano III di Limburgo   | Enrico II di Limburgo      |  |  |       |  |  |                       |  |  |                      |  |
|                                 |                          | Valerano III di Limburgo   | Sofia di Saarbrücken       |  |  |       |  |  |                       |  |  |                      |  |
| Caterina di Limburgo            |                          | Valerano III di Limburgo   |                            |  |  |       |  |  |                       |  |  |                      |  |
|                                 |                          | Ermesinda di Lussemburgo   | Enrico IV di Lussemburgo   |  |  |       |  |  |                       |  |  |                      |  |
|                                 |                          | Ermesinda di Lussemburgo   | Enrico IV di Lussemburgo   |  |  |       |  |  |                       |  |  |                      |  |
|                                 |                          | Ermesinda di Lussemburgo   | Agnese di Gheldria         |  |  |       |  |  |                       |  |  |                      |  |
| Teobaldo II di Lorena           |                          | Ermesinda di Lussemburgo   |                            |  |  |       |  |  |                       |  |  |                      |  |
|                                 | Tebaldo III di Champagne | Enrico I di Champagne      |                            |  |  |       |  |  |                       |  |  |                      |  |
|                                 | Tebaldo III di Champagne | Enrico I di Champagne      |                            |  |  |       |  |  |                       |  |  |                      |  |
|                                 | Tebaldo III di Champagne | Maria di Francia           |                            |  |  |       |  |  |                       |  |  |                      |  |
| Tebaldo I di Navarra            | Tebaldo III di Champagne |                            |                            |  |  |       |  |  |                       |  |  |                      |  |
|                                 |                          | Bianca di Navarra          | Sancho VI di Navarra       |  |  |       |  |  |                       |  |  |                      |  |
|                                 |                          | Bianca di Navarra          | Sancho VI di Navarra       |  |  |       |  |  |                       |  |  |                      |  |
|                                 |                          | Bianca di Navarra          | Sancha di León e Castiglia |  |  |       |  |  |                       |  |  |                      |  |
| Margherita di Navarra           |                          | Bianca di Navarra          |                            |  |  |       |  |  |                       |  |  |                      |  |
|                                 |                          | Arcimbaldo VIII di Borbone | Guy II di Dampierre        |  |  |       |  |  |                       |  |  |                      |  |
|                                 |                          | Arcimbaldo VIII di Borbone | Guy II di Dampierre        |  |  |       |  |  |                       |  |  |                      |  |
|                                 |                          | Arcimbaldo VIII di Borbone | Matilde I di Borbone       |  |  |       |  |  |                       |  |  |                      |  |
| Margherita di Borbone-Dampierre |                          | Arcimbaldo VIII di Borbone |                            |  |  |       |  |  |                       |  |  |                      |  |
|                                 |                          | Beatrice di Montluçon      | Arcimbaldo di Montluçon    |  |  |       |  |  |                       |  |  |                      |  |
|                                 |                          | Beatrice di Montluçon      | Arcimbaldo di Montluçon    |  |  |       |  |  |                       |  |  |                      |  |
|                                 |                          | Beatrice di Montluçon      | …                          |  |  |       |  |  |                       |  |  |                      |  |
|                                 |                          | Beatrice di Montluçon      |                            |  |  |       |  |  |                       |  |  |                      |  |

### Fonti primarie
- (LA)  Monumenta Germaniae Historica, Scriptores, tomus XXIII.
- (LA)  Fontes Rerum Germanicarum, Band IV (Stuttgart), Matthias Nuewenburgensis.
- (LA)  Recueil des historiens des Gaules et de la France. Tome 21.
- (LA)  Recueil des historiens des Gaules et de la France. Tome 22.
- (LA)  Inventaire analytique des chartes des comtes de Flandre avant l'avènement ....
- (LA)  Histoire généalogique de la maison royale de Dreux, de Bar-le-Duc, de ....

### Letteratura storiografica
- P.J. Block, Germania, 1273-1313, cap. VIII, vol. VI (Declino dell'impero e del papato e sviluppo degli stati nazionali) della Storia del Mondo Medievale, 1999, pp. 332–371.
- Hilda Johnstone, "Francia: gli ultimi Capetingi", cap. XV, vol. VI (Declino dell'impero e del papato e sviluppo degli stati nazionali) della Storia del Mondo Medievale, 1999, pp. 569–607.
- Henry Pirenne, "I Paesi Bassi", cap. XII, vol. VII (L'autunno del Medioevo e la nascita del mondo moderno) della Storia del Mondo Medievale, 1999, pp. 411–444.
- (FR)  HISTOIRE ECCLESIASTIQUE ET CIVILE DE LORRAINE, QUI COMPREND CE QUI ..., Volume 2.